# قسم بابا امان الريفي (مقاطعة بجنورد)
قسم بابا امان الريفي (بالفارسية: دهستان بابا امان) هي منطقة ريفية تقع في إيران في قسم. يقدر عدد سكانها بـ 19,323 نسمة .